# Championnat de Finlande de hockey sur glace 1927-1928
Saison suivante
La saison 1927-1928 est la première saison de la SM-sarja.
Le Viipurin Reipas remporte le 1er titre de champion de Finlande en battant le KIF Helsinki en finale 5 à 1.

## Déroulement

### Détail des scores
Premier tour
| Équipe          | Score | Équipe        | Note |
| --------------- | ----- | ------------- | ---- |
| HPS Helsinki    | 0-1   | TaPa Tampere  |      |
| Viipurin Reipas | 4-3   | HIFK Helsinki |      |

Demi-finales
| Équipe       | Score | Équipe          | Note               |
| ------------ | ----- | --------------- | ------------------ |
| TaPa Tampere | 1-2   | Viipurin Reipas | Après prolongation |
| KIF Helsinki | 3-1   | HIFK Helsinki   |                    |

Finale
| Équipe          | Score | Équipe       | Note |
| --------------- | ----- | ------------ | ---- |
| Viipurin Reipas | 5-1   | KIF Helsinki |      |